# Литература на Косово
Литературата на Косово е съставена от литературни текстове, написани на албански, сръбски, босненски и турски език.
Османските власти обаче забраняват писмената употреба на албански език до 1912 г. Тази политика продължава по време на сръбското управление до избухването на Втората световна война.
След като Сърбия придобива Косово, образованието и публикуването на албански език биват потиснати. Въпреки всичко, част от писателите пишат на албански език и тази „нелегална“ литература процъфтява в края на 40-те години. При управлението на Александър Ранкович всеки, закупил албанския вестник „Рилинджа“, бива регистриран в тайната полиция. Пълната албанска езикова и културна база е предоставена от югославската конституция от 1974 г., а косовската албанска литература и култура процъфтяват. 

## Сръбска литература в Косово
Косово, както и Рашка и Света гора, са били дом на много произведения на ранната сръбска литература от ѝИИИ век нататък. Най-изявените сръбски литературни дейци в Косово през XX век биват романистът Вукашин Филипович, поетите Даринка Йеврич, Петър Сарич и Радосав Стоянович, както и писателят на кратки разкази Лазар Вучкович.

## Османска епоха
По време на османското владичество, Косово е част от по-широката османска литературна култура. Изтъкнатите писатели включват:
- Петър Богдани, първият косовско-албански писател;
- Селалзаде Салих Шелеби, историк;
- Прищинаши Месихи, е пионер на хумористичната поезия на османски турски
- Тахир Ефенди Джакова, учител и религиозен водач на Бейтекшиндж

## По-късна история
Малко е известно в областта на литературата в страни, които някога са били част от съветския съюз. Строгата политика забранява на авторите свободно да изразяват мислите си в продължение на години бива невъзможно те да публикуват своите произведения и да придобият известност в литературния свят. Въпреки това, след падането на Съветския съюз, в Европа се заражда интерес към Източна Европа не само по отношение на пътуванията и чуждите връзки, но и от културна гледна точка. Косово със сигурност стои сред най-особените нации, формирани след разпадането на Югославия. И до днес независимостта на Косово като държава все още е отворена за разискване и Европейският съюз все още не е изразил становище по този въпрос.
Никой не говори за „косовска литература“. По-използвания термин е „албанска литература на Косово“. Но въпреки че тази литература е дефинирана чрез употребата на термина „албанска“, тя все още притежава една особеност, която я прави малко чужда на албанското ухо.
90-те години биват особено тежък период за Косово и в годините, водещи до войната през 1999 г. Дискриминацията на сръбското управление не позволява на това поколение албанскоговорещи писатели да се изразят.

## След Втората световна война
За основоположник на Албанската литература в Косово се счита поета Есад Мекули (1916 – 1993), който през 1949 г. основава периодичния вестик „Джета е Ре“, въпреки че вестникът започва дейността си едва през 60-те години. В допълнение към това, романистът Адем Демачи, който прекарва двадесет и осем години като политически затворник, също играе огромна роля в развитието на списанието Jeta e re (в превод: „Нов живот“), което по-късно е публикувано като книга.
Поезията на Косово е много по-креативна и експериментална в сравнение с тази в Албания. Сред водещите ѝ представители са Дин Мехмети (р. 1932 г.), Бесим Кокши (р. 1932 г.), Азем Шкрели (р. 1938 г.), Рахман Дедай (р. 1939 г.), Али Подрима (р. 1942 г.), Екрем Баша, Сабри Хамити (р. 1950 г.), и др.

## Проза и поезия
Поезията свързана с теми като войната и нуждата от национална свобода, е започната от Есад Мекули с резюмето „Per Ty“, което се смята за вдъхновение за много други автори.
През 70-те и 80-те години на ХХ век най-доминиращият вид поезия е тази с уникални поетични системи, главно използвани от Сабри Хамити и Муса Рамадани. Сабри Хамити формира система от поетичен опус, докато Муса Рамадани формира тип поетична книжна система. „Невроза“, която е резюме на поезията на Муса Рамадани, се занимава с авангардни визуални теми.
Друго важно събитие в литературата на Косово е „Лум Луми“ на Али Подрима, което обхваща цялото 80-те години на XX век.
Косовската проза е разделена на два основни вида: традиционна и модерна проза. Традиционната се изразява в романтичен дух, а модерната – с литературните течения на европейския модернизъм. Прозата се развива също по два пътя: модернистична интелектуална насоченост и социална тематика.
Модерната проза с автентични символни знаци е основана от Антон Пашку, а тази с постмодерни елементи е създадена от Реджеп Кьося

## Литературната критика
За основоположници на литературната критика в Косово се считат, Реджеп Кьося, Ибрахим Ругова и Сабри Хамити. Реджеп Кьося критикува систематично литературните произведения по интегралния метод, докато Ибрахим Ругова и Сабри Хамити използват по-сложни методи. Последните стават икони на литературата, критиката и литературната мисъл като цяло.

## Албански словесни творения
Вербалните творения, често наричани още „традиционни“, като текстове на песни, гатанки, приказки или други, се наричат така, защото се предават устно. Разделени са на лирически и епически творения.

## Автори

### Петър Богдани
Петер Богдани (ок. 1630 – декември 1689), е най-важният писател на ранна литература на албански език, смятан за първия косовско-албански писател.

### Счефен Гецови
Счефен Константин Гецови-Крьезиу (1874 – 1929) е албански католически свещеник, етнолог и фолклорист, баща на фолклористиката на албанците

### Али Подримя
Али Подримя играе огромна роля в косовската и дори албанската литература. Роден е през 1942 г. в Дяково. Публикува проза и поезия от 1961 г. и до момента е издал цели десет тома. Докато е в училище, той вече е публикувал първата си стихосбирка, „Thirrje“ (1961, tr: Призивите). В следващите си книги Подримя се разкрива като зрял символист, който може да се възползва от разнообразие от рими.
Повратния момент в неговото творчество идва със стихосбирката „Lum Lumi“ (1982). Това е почит на малкия му син Луми, който почива от рак. Той разглежда теми за самотата, страха, смъртта и съдбата. Тонът на Подримя обаче остава лаконичен. Стиховете му показват плътна структура и той играе с мощни образи и избягва всякаква художествена многозначност. Като майстор на кратки символи и алегории, той също използва елементи от устно предаваната албанска народна поезия, необичайни метафори, както и съвременен език

#### Сабри Хамити
Поетът и критик Сабри Хамити, роден в Подуево през 1950 г., изучава сравнителна литература както в Загреб, така и в Париж. Хамити е автор на множество томове проза, поезия и драматургия, както и иновативна критика. Сред най-новите му стихосбирки са: Thikë harrimi, Priština 1975 (Нож на забравата); Trungu ilir, Прищина 1979 (Илирският запас); Leja e njohtimit, Priština 1985 (Документи за самоличност) и др. Освен това работи и като редактор на вестник „Рилинджа“ от 1993 до 2011 г., както и професор в Прищинския университет в същия период.

#### Екрем Баша
Екрем Баша, роден 1948 г. в Дебър, ПР Македония, е сред най-уважаваните съвременни писатели на Косово през последните години. Неговият живот и литературно творчество са тясно свързани с Косово и столицата му Прищина, където той живее и работи от 70-те години. Баша му е автор на осем тома новаторски поеми за периода от 1971 до 1995 г., три тома разкази и многобройни преводи (по-специално френска литература и драматургия). Екрем Баша е енигматичен поет. Оплетен, завладяващ и труден за класификация в литературен смисъл, той успява да предаде известна мистика на любознателния читател. В един момент той изглежда хладно логичен и показва възхитителна способност на дедуктивното разсъждение а в следващия момент е преодолян от абсурдни полети на фантазия в сюрреалистичен свят, където очевидно нищо няма смисъл. Стихът му е лек, разговорен и много по-малко декларативен от този на много от неговите предшественици.

#### Антон Пашку
Антон Пашку е роден на 8 януари 1937 г. в Гражданик (село близо до Призрен). Той завършва средно образование в Прищина. Започва да публикува литературните си съчинения от 1955 г. и пише проза и драматургия. В своите разкази той разграничи три основни тематични области; окръгът на любовта, самотата и насилието над индивида.. Най-добрите му романи са: „Tregime“ (1961, „Një pjesë e lindjes“ (1965), „Kulla“ (1968), „Sinkopa“ (1969), „Oh“ (1971), „Kjasina“ (1973), „Гоф“ (1976) и „Lutjet e mbrëmjes“ (1978). Пашку носи дух изцяло в традицията на съвременната албанска проза. Избран е за член на Академията за наука и изкуство в Косово. Умира в Прищина.

#### Рифат Кукай
Рифат Кукай (25 октомври 1938 г. – 11 септември 2005 г.) е косовски албанец и успешен писател. Той е роден в района на Дреница на Кралство Югославия, в днешно Косово. Издал е над четиридесет книги. Най-добрите му романи са Bardhi e Mirushja, Rrasa e zogut, Shkrepi i diellit, Lepuri me pesë këmbë, Vjollca magjike, Zogu i bardhë, Kokërrmeli e pilivesa, Gjeli në kuvertë, Xhuxhi nga xhuxhishta. Въпреки това обаче, Рифат Кукай е най-известен със своите стихотворения за деца. Много е известен с уникалния си хумор и бива широко възприет като пионер на градската хуморна култура в Прищина. Рифак Кукай също е превел редица книги от словенски, сръбски и хърватски на албански.

#### Азем Шкрели
Азем Шкрели (1938 – 1997) е описан като поет на дълбоки идеи и критични преценки. Той е роден в планините Ругова близо до Печ и става ръководител на филмовите студия на Косово в Прищина. Шкрели е интелектуален поет, който, макар и силно изразителен, в никакъв случай не е многословен. Идиличният, макар и специално създаден пейзаж, който рисува Азем Шкрели, не го заслепява пред проблемите на етиката. Голяма част от стиха му, морален катарзис на думи, е посветен на потиснатите народи от Третия свят, изразявайки поетична солидарност с тях срещу експлоатацията и страданието. Дълги години е председател на Асоциацията на писателите в Косово и основател на „Косово филм“.

## Допълнителна информация
- „Светлият стар дъб.“ Светлият стар дъб. Светлият стар дъб, nd Web. 13 февруари 2013 г.
- Шуйт, Роел. „Македония“. Екрем Баша. Np, nd Web. 13 февруари 2013 г.
- Fajtori. „ANG – Исмаил Кадаре.“ АНГ – Исмаил Кадаре. Np, nd Web. 13 февруари 2013 г. (на албански)
- Елси, Робърт. Проучвания по съвременна косовско-албанска литература и култура. Боулдър: Източноевропейски монографии, 1996 г. Печат.
- „Letersia Shqiptare: Letersia Moderne.“ Letersia Shqiptare: Letersi Moderne. Np, nd Web. 13 февруари 2013 г. (на албански)
- „Бърз Shqip.“ Назми Рахмани. Np, nd Web. 13 февруари 2013 г.
- „Атлантическата международна библиотека на Косово.“ Атлантическата международна библиотека на Косово. Np, nd Web. 13 февруари 2013 г.
- Podrimja, Ali. „Али ПОДРИМЯ – поезия.“ Али ПОДРИМЯ – Поезия. Np, nd Web. 13 февруари 2013 г.
- „Али Подрима“. – Биография и факти. Np, nd Web. 13 февруари 2013 г.